# Trzecia alija

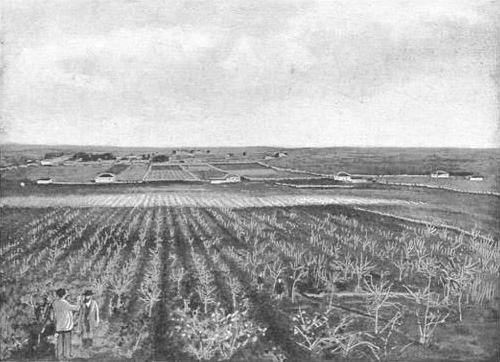
Uprawy rolnicze przy żydowskiej osadzie rolniczej Rehovot

Trzecia alija – masowa imigracja Żydów pobudzonych ideami syjonizmu do Palestyny, która trwała w latach 1919–1923. Szacuje się, że w tym okresie osiedliło się w Palestynie około 35 000 Żydów pochodzących z Europy Wschodniej – w tym 45% z Rosji, 31% z Polski, 5% z Rumunii i 3% z Litwy.

## Historia
Za symboliczny początek trzeciej alii przyjmuje się przypłynięcie statku „Roselan” do portu Jaffa 19 grudnia 1919 roku. Na pokładzie statku znajdowało się 650 żydowskich imigrantów.
Ogółem w latach 1919–1923 w Palestynie osiedliło się około 35 tys. żydowskich zwolenników socjalistyczno-syjonistycznych ideologii z Europy Wschodniej. Byli to najczęściej młodzi ludzie, aktywiści organizacji syjonistycznych, bardzo często dobrze wykształceni.
W 1919 roku Żydowski Fundusz Narodowy (Jewish National Fund) kupił znaczne obszary bagien w dolinie Jezreel. Zakładano tutaj osady wiejskie, przeprowadzano meliorację, budowano drogi i system nawodnień. Powstał tutaj słynny kibuc Bet Alfa. Region Doliny Jezreel stał się dumą ruchu syjonistycznego.